# Rafael Muñoz Pérez
Rafael Muñoz Pérez (Córdoba, 2 de marzo de 1988) es un deportista español que compitió en natación, especialista en el estilo mariposa.

## Trayectoria
Ganó dos medallas de bronce en el Campeonato Mundial de Natación de 2009, cuatro medallas en el Campeonato Europeo de Natación entre los años 2008 y 2012, y cuatro medallas en el Campeonato Europeo de Natación en Piscina Corta en los años 2008 y 2012.
Participó en los Juegos Olímpicos de Pekín 2008, ocupando el trigésimo lugar en la prueba de 100 m mariposa.
En abril de 2009 estableció una nueva plusmarca mundial de los 50 m mariposa en piscina larga (22,43 s), que perduró hasta el año 2018.
Después del Mundial de 2009 y con solo 20 años, sufrió un cuadro depresivo debido a la presión mediática, por lo que estuvo sin entrenar un par de meses. En 2010 se vio envuelto en una polémica por no estar localizable para los controles antidopaje debido a la crisis emocional que padeció; finalmente no fue sancionado y pudo seguir compitiendo. Se retiró de la competición en 2016, a los 28 años.
Fue galardonado con el Premio Andalucía de los Deportes en 2010.

## Palmarés internacional
| Campeonato Mundial                  | Campeonato Mundial       | Campeonato Mundial | Campeonato Mundial |
| Año                                 | Lugar                    | Medalla            | Prueba             |
| ----------------------------------- | ------------------------ | ------------------ | ------------------ |
| 2009                                | Roma (Italia)            | Medalla de bronce  | 50 m mariposa      |
| 2009                                | Roma (Italia)            | Medalla de bronce  | 100 m mariposa     |
| Campeonato Europeo                  |                          |                    |                    |
| Año                                 | Lugar                    | Medalla            | Prueba             |
| 2008                                | Eindhoven (Países Bajos) | Medalla de bronce  | 50 m mariposa      |
| 2008                                | Eindhoven (Países Bajos) | Medalla de bronce  | 100 m mariposa     |
| 2010                                | Budapest (Hungría)       | Medalla de oro     | 50 m mariposa      |
| 2012                                | Debrecen (Hungría)       | Medalla de oro     | 50 m mariposa      |
| Campeonato Europeo en Piscina Corta |                          |                    |                    |
| Año                                 | Lugar                    | Medalla            | Prueba             |
| 2008                                | Rijeka (Croacia)         | Medalla de plata   | 100 m mariposa     |
| 2008                                | Rijeka (Croacia)         | Medalla de bronce  | 50 m mariposa      |
| 2012                                | Chartres (Francia)       | Medalla de oro     | 50 m mariposa      |
| 2012                                | Chartres (Francia)       | Medalla de plata   | 100 m mariposa     |